# Збірна Канади з хокею із шайбою
Збірна Канади з хокею із шайбою (англ. Canada men's national ice hockey team) — національна команда Канади з хокею із шайбою, що представляє країну на міжнародних змаганнях. Управління збірною здійснюється асоціацією Хокей Канади.
Перший матч чемпіонату світу збірна Канади провела 24 квітня 1920 року в Антверпені зі збірною Чехословаччини (15:0). Збірну Канади на чемпіонатах світу 1920—50-х років представляли клубні любительські команди. Лише з 1964 року канадці почали посилати любительську збірну. Але після конфлікту з ІІХФ у 1969 році канадці до 1977 року у чемпіонатах світу не брали участь. Лише коли ІІХФ оголосила чемпіонати відкритими для професіоналів, канадці повернулися на світову арену.
Збірна Канади — 28-разовий чемпіон світу (1920, 1924, 1928, 1930, 1931, 1932, 1934, 1935, 1937, 1938, 1939, 1948, 1950, 1951, 1952, 1955, 1958, 1959, 1961, 1994, 1997, 2003, 2004, 2007, 2015, 2016, 2021, 2023). На зимових Олімпійських іграх канадці 9 разів були першими (1920, 1924, 1928, 1932, 1948, 1952, 2002, 2010, 2014). Збірна Канади, складена із найсильніших професіоналів 4 рази (1976, 1984, 1987 і 1991) перемагала у розіграшах Кубка Канади і двічі у розіграші Кубка світу (2004, 2016).
Станом на 2019 рік у світовому рейтингу ІІХФ збірна Канади посідає 1-е місце.

## Результати

### Виступи на Олімпійських іграх
- 1920 —  чемпіон
- 1924 —  чемпіон
- 1928 —  чемпіон
- 1932 —  чемпіон
- 1936 —  срібний призер
- 1948 —  чемпіон
- 1952 —  чемпіон
- 1956 —  бронзовий призер
- 1960 —  срібний призер
- 1964 — 4-е місце
- 1968 — бронзовий призер
- 1980 — 6-е місце
- 1984 — 4-е місце
- 1988 — 4-е місце
- 1992 —  срібний призер
- 1994 —  срібний призер
- 1998 — 4-е місце
- 2002 —  чемпіон
- 2006 — 7-е місце
- 2010 —  чемпіон
- 2014 —  чемпіон
- 2018 —  бронзовий призер
- 2022 — 6-е місце

### На чемпіонатах світу
- 1920 — 1-е місце
- 1924 — 1-е місце
- 1928 — 1-е місце
- 1930 — 1-е місце
- 1931 — 1-е місце
- 1932 — 1-е місце
- 1933 — 2-е місце
- 1934 — 1-е місце
- 1935 — 1-е місце
- 1936 — 2-е місце
- 1937 — 1-е місце
- 1938 — 1-е місце
- 1939 — 1-е місце
- 1947 — Не брали участі
- 1948 — 1-е місце
- 1949 — 2-е місце
- 1950 — 1-е місце
- 1951 — 1-е місце
- 1952 — 1-е місце
- 1953 — Не брали участі
- 1954 — 2-е місце
- 1955 — 1-е місце
- 1956 — 3-є місце
- 1957 — Не брали участі
- 1958 — 1-е місце
- 1959 — 1-е місце
- 1960 — 2-е місце
- 1961 — 1-е місце
- 1962 — 1-е місце
- 1963 — 4-е місце
- 1965 — 4-е місце
- 1965 — 4-е місце
- 1966 — 3-є місце
- 1967 — 3-є місце
- 1968 — 3-є місце
- 1969 — 4-е місце
- 1970 — Не брали участі
- 1971 — Не брали участі
- 1972 — Не брали участі
- 1973 — Не брали участі
- 1974 — Не брали участі
- 1975 — Не брали участі
- 1976 — Не брали участі
- 1977 — 4-е місце
- 1978 — 3-є місце
- 1979 — 4-е місце
- 1981 — 4-е місце
- 1982 — 3-є місце
- 1983 — 3-є місце
- 1985 — 2-е місце
- 1986 — 3-є місце
- 1987 — 4-е місце
- 1989 — 2-е місце
- 1990 — 4-е місце
- 1991 — 2-е місце
- 1992 — 7-е місце
- 1993 — 4-е місце
- 1994 — 1-е місце
- 1995 — 3-є місце
- 1996 — 2-е місце
- 1997 — 1-е місце
- 1998 — 6-е місце
- 1999 — 4-е місце
- 2000 — 4-е місце
- 2001 — 5-е місце
- 2002 — 6-е місце
- 2003 — 1-е місце
- 2004 — 1-е місце
- 2005 — 2-е місце
- 2006 — 4-е місце
- 2007 — 1-е місце
- 2008 — 2-е місцеі
- 2009 — 2-е місце
- 2010 — 7-е місце
- 2011 — 5-е місце
- 2012 — 5-е місце
- 2013 — 5-е місце
- 2014 — 5-е місце
- 2015 — 1-е місце
- 2016 — 1-е місце
- 2017 — 2-е місце
- 2018 — 4-е місце
- 2019 — 2-е місце
- 2021 — 1-е місце
- 2022 — 2-е місце
- 2023 — 1-е місце
- 2024 — 4-е місце
- 2025 — 5-е місце

### Кубок Шпенглера
Під ім'ям команди Канади з 1984 року, виступає збірна складена з канадців (або гравців канадського походження), які грають в європейських клубах (здебільшого швейцарських) та зібралися разом для цього турніру в такому форматі.
Кубок Шпенглера збірна Канади вигравала у 1984, 1986, 1987, 1992, 1995, 1996, 1997, 1998, 2002, 2003, 2007, 2012, 2015, 2016, 2017 та 2019 році.